# كريس هاينز
كريس هاينز (بالإنجليزية: Chris Hines)‏ مواليد 19 سبتمبر 1987 في إيفرغرين، هو لاعب كرة سلة أمريكي. بدأ مسيرته الاحترافية في سنة 2011. يبلغ طوله 6 قدم 9 بوصة (2.1 م). لعب كرة السلة الجامعية في جامعة ألاباما. لعب مع بليموث رايدرز في دوري كرة السلة البريطاني.

## روابط خارجية
- كريس هاينز على موقع كلية كرة السلة في سبورتس رفرنس.كوم (الإنجليزية)
- كريس هاينز على موقع ريلجم (الإنجليزية)